# Piebaldyzm
Piebaldyzm (ang. piebaldism) – rzadkie zaburzenie rozwojowe, związane z dysfunkcją melanocytów. Typowymi objawami są biały kosmyk włosów nad czołem i plamy o małej zawartości barwnika – melaniny - na skórze czoła, brwi, podbródka, klatki piersiowej, brzucha lub kończyn. Granice plam są hiperpigmentowane (mocno zabarwione). Niekiedy stwierdza się różnobarwność tęczówki. 
Piebaldyzm spowodowany jest mutacjami w protoonkogenie KIT w locus 4q12, w niektórych przypadkach stwierdza się mutacje w genie SNAI2 w locus 8q11.